# Werner Krag
Werner Krag (* 1951 in Wiesbaden) ist ein deutscher Psychotherapeut und Sachbuchautor.

## Leben
Krag studierte Medizin und Psychologie in Mainz, Fort Worth und Münster und wurde an der Universität Osnabrück  promoviert. Es folgten mehrjährige Studienaufenthalte in Tokio (dort Studium der japanischen Sprache) und in Vancouver. Später schloss er medizinisch-therapeutische Ausbildungen unter anderem in Gestalttherapie, Rational Emotive Therapie (bei Albert Ellis), Stressmedizin, Burnout-Therapie und körperorientierten Therapien ab.
Krag arbeitet heute sowohl als Mediziner und Psychotherapeut in eigener Praxis als auch als Sachbuchautor. Außerdem ist er regelmäßig in der Weiterbildung für Ärzte und Heilpraktiker tätig.
Er ist mit einer Japanerin verheiratet und lebt in Wiesbaden.

## Bibliografie
- mit Chiho Ono: Japan praktisch. Aragon, Moers 1988, ISBN 3-924690-23-5.
- Zur Wirkung der suggestopädischen Lehrmethode: allgemeine theoretische Begründung und empirische Überprüfung. Lang, Frankfurt am Main/ Bern/ New York/ Paris 1989, ISBN 3-631-41807-8.
- Warum bin ich eigentlich nicht glücklich? Wege zu einem richtig guten Leben. mvg, München 2004, ISBN 3-636-07027-4.
- Power Aging: Länger leben, später altern – jetzt handeln! mvg, Heidelberg 2005, ISBN 3-636-07074-6.
- Naze watashi wa shiawase de wa nai no daro. Kyobunsha, Tokio 2007, ISBN 978-4-531-08161-5. Originaltitel auf japanisch: なぜ私は、幸せではないのだろう.
- mit Chiho Ono: Low Carb Nutrition. Verlag Yuan-shui Wen-hua, Taiwan 2017, ISBN 978-986-94517-8-9.
- Das Alzheimer-Stopp-Programm. Thieme, Stuttgart 2020, ISBN 978-3-432-11068-4